# Duntara
Duntara is een plaats en voormalige gemeente in de Canadese provincie Newfoundland en Labrador.

## Geografie
Duntara ligt aan de noordzijde van Bonavista, een groot schiereiland aan de oostkust van Newfoundland. De plaats ligt aan de Broad Cove, een inham van de Blackhead Bay die op haar beurt een zijbaai is van de grote Bonavista Bay. Het dorp ligt 2 km ten oosten van Keels en 4 km ten noordwesten van King's Cove.

## Geschiedenis
Het dorp Duntara werd in 1961 officieel een gemeente met de status van local government community (LGC). In 1980 werden LGC's op basis van The Municipalities Act als bestuursvorm afgeschaft. De gemeente werd daarop automatisch een community om een aantal jaren later uiteindelijk een town te worden.
Door onophoudelijke bevolkingsdalingen sinds de jaren 1960 bereikte de bevolkingsomvang een dieptepunt van 30 inwoners in 2016. Reeds in 2014 liet de provinciale overheid een haalbaarheidsonderzoek voeren naar de eventuele creatie van een fusiegemeente bestaande uit Duntara, Keels, King's Cove, Knights Cove en Stock Cove. De fusie vond echter nooit plaats en op 25 augustus 2017 besliste het provinciebestuur dat de gemeente Duntara ophield te bestaan. Sindsdien is het dorp gemeentevrij gebied.

## Demografie
In de jaren 50 en begin jaren 60 van de 20e eeuw kende Duntara een stevige demografische groei met een hoogtepunt van 195 inwoners in 1966 (komende van 151 in 1951). Sindsdien daalde de bevolkingsomvang echter een halve eeuw lang onophoudelijk. In 2016 bedroeg de bevolkingsomvang nog 30 inwoners, ofwel zo'n 85% minder dan vijftig jaar eerder.
| Demografische ontwikkeling van Duntara tussen 1951 en 2021                 |
| -------------------------------------------------------------------------- |
|                                                                            |
| Bron: Statistics Canada (1951–1986, 1991–1996, 2001–2006, 2011–2016, 2021) |